# SN 1999fg
SN 1999fg – supernowa nieznanego typu odkryta 3 listopada 1999 roku w galaktyce A022741+0039. W momencie odkrycia miała maksymalną jasność 22,90m.